# Polynesia
Polynesia is een geslacht van vlinders van de familie spanners (Geometridae), uit de onderfamilie Larentiinae.

## Soorten
- P. curtitibia Prout, 1922
- P. sunandava Walker, 1861
- P. truncapex Swinhoe, 1892